# Französische Fußballnationalmannschaft/Weltmeisterschaften
Der Artikel beinhaltet eine ausführliche Darstellung der französischen Fußballnationalmannschaft bei Weltmeisterschaften.

## Überblick
Frankreich meldete sich als einzige europäische Mannschaft zu allen Weltmeisterschaften, erreichte aber nur 16-mal die WM-Endrunde und scheiterte bisher sechsmal in der Qualifikation. Zweimal wurde Frankreich Weltmeister – als bisher letzter Gastgeber und bei der vorletzten Austragung.
| Jahr | Gastgeberland  | Teilnahme bis…     | Letzte Gegner                | Ergebnis    | Trainer          | Bemerkungen und Besonderheiten |
| ---- | -------------- | ------------------ | ---------------------------- | ----------- | ---------------- | --- |
| 1930 | Uruguay        | Vorrunde           | Mexiko, Chile, Argentinien   | 7.          | Raoul Caudron    | |
| 1934 | Italien        | Achtelfinale       | Österreich                   | 9.          | Sid Kimpton      | |
| 1938 | Frankreich     | Viertelfinale      | Italien                      | 6.          | Maurice Cottenet | |
| 1950 | Brasilien      | nicht qualifiziert | ---                          | ---         | ---              | In der Qualifikation an Jugoslawien gescheitert. Die nachträgliche Einladung nach dem Rückzug anderer Mannschaften wurde nicht angenommen. |
| 1954 | Schweiz        | Vorrunde           | Jugoslawien, Mexiko          | 11.         | Pierre Pibarot   | |
| 1958 | Schweden       | Spiel um Platz 3   | Deutschland                  | 3.          | Albert Batteux   | Just Fontaine mit 13 Toren Torschützenkönig |
| 1962 | Chile          | nicht qualifiziert | ---                          | ---         | ---              | In der Qualifikation an Bulgarien gescheitert |
| 1966 | England        | Vorrunde           | Mexiko, Uruguay, England     | 13.         | Henri Guérin     | |
| 1970 | Mexiko         | nicht qualifiziert | ---                          | ---         | ---              | In der Qualifikation an Schweden gescheitert |
| 1974 | Deutschland    | nicht qualifiziert | ---                          | ---         | ---              | In der Qualifikation an der Sowjetunion gescheitert |
| 1978 | Argentinien    | Vorrunde           | Italien, Argentinien, Ungarn | 12.         | Michel Hidalgo   | |
| 1982 | Spanien        | Spiel um Platz 3   | Polen                        | 4.          | Michel Hidalgo   | Im Halbfinale im ersten Elfmeterschießen der WM-Geschichte an Deutschland gescheitert (Nacht von Sevilla) |
| 1986 | Mexiko         | Spiel um Platz 3   | Belgien                      | 3.          | Henri Michel     | Im Halbfinale wieder an Deutschland gescheitert |
| 1990 | Italien        | nicht qualifiziert | ---                          | ---         | ---              | In der Qualifikation an Jugoslawien und Schottland gescheitert |
| 1994 | USA            | nicht qualifiziert | ---                          | ---         | ---              | In der Qualifikation an Schweden und Bulgarien gescheitert |
| 1998 | Frankreich     | Finale             | Brasilien                    | Weltmeister | Aimé Jacquet     | 1. WM-Titel |
| 2002 | Südkorea/Japan | Vorrunde           | Senegal, Uruguay, Dänemark   | 28.         | Roger Lemerre    | Als erster Titelverteidiger ohne Tor ausgeschieden |
| 2006 | Deutschland    | Finale             | Italien                      | 2.          | Raymond Domenech | Niederlage im Elfmeterschießen |
| 2010 | Südafrika      | Vorrunde           | Uruguay, Mexiko, Südafrika   | 29.         | Raymond Domenech | |
| 2014 | Brasilien      | Viertelfinale      | Deutschland                  | 7.          | Didier Deschamps | |
| 2018 | Russland       | Finale             | Kroatien                     | Weltmeister | Didier Deschamps | In der Qualifikation setzte sich die Mannschaft gegen Schweden, die Niederlande, Bulgarien, Belarus und Luxemburg durch. |
| 2022 | Katar          | Finale             | Argentinien                  | 2.          | Didier Deschamp  | In der Qualifikation waren die Ukraine, Finnland, Bosnien-Herzegowina und Kasachstan die Gegner. Bei der Endrunde trafen die Franzosen in der Gruppe auf Dänemark, Tunesien und Australien, im Achtelfinale auf Polen, im Viertelfinale auf England und im Halbfinale auf Marokko. |

Statistik (Angaben inkl. 2022: 22 Weltmeisterschaften; Prozentangaben sind gerundet)

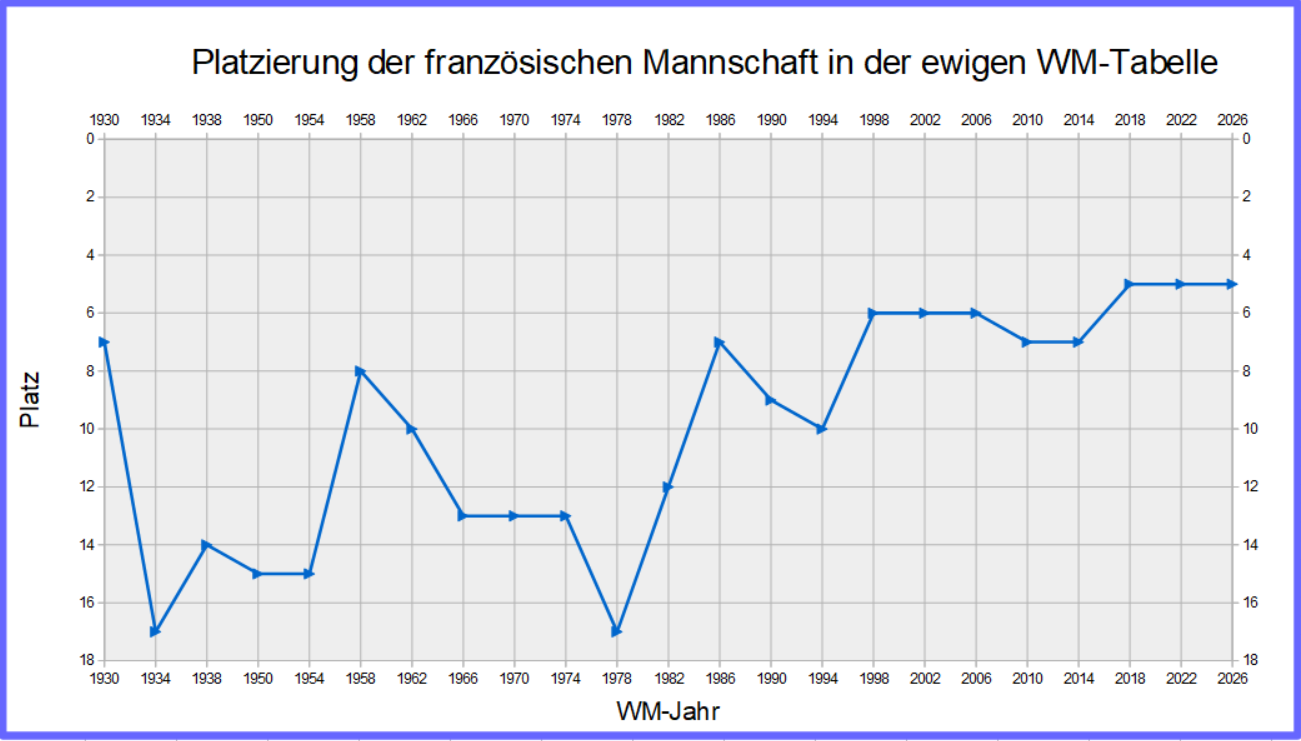
Platzierung der französischen Mannschaft in der ewigen WM-Tabelle

- Nicht qualifiziert: 6× (27,3 %; 1950, 1962, 1970, 1974, 1990, 1994)
- Sportliche Qualifikation (inkl. Teilnahme als Titelverteidiger): 13× (59,1 % bzw. bei 68,4 % der Versuche)
- Ohne Qualifikation teilgenommen (inkl. automatische Qualifikation als Gastgeber): 3× (13,6 %; 1930, 1938, 1998)
  - Vorrunde: 6× (27,3 %; 1930, 1954, 1966, 1978, 2002 und 2010)
  - Achtelfinale bzw. Erste Runde: 1× (4,5 %; 1934)
  - Viertelfinale: 2× (9,1 %; 1938 und 2014)
  - Spiel um Platz 3: 3× (13,6 %, 1958, 1982 und 1986)
    - Dritter: 2× (9,1 %; 1958 und 1986)
    - Vierter: 1× (4,5 %; 1982)

  - Finale: 4× (18,2 %; 1998, 2006, 2018 und 2022)
    - Weltmeister: 2× (9,1 %; 1998 und 2018)

Häufigste letzte Gegner: Deutschland und Italien (je 2×, dabei nur einmal gewonnen)

## WM-Turniere

### Weltmeisterschaft 1930

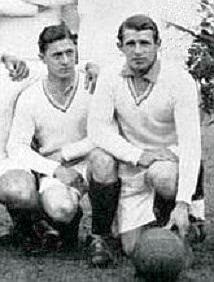
Lucien Laurent (links), Schütze des ersten WM-Tores, und Marcel Langiller

Szene aus dem Spiel gegen Argentinien

Frankreich nahm als eine von nur vier europäischen Mannschaften zusammen mit Belgien und Rumänien die dreiwöchige Schiffsreise auf der Conte Verde auf sich, um an der ersten Weltmeisterschaft teilzunehmen und die französische Mannschaft durfte das erste WM-Spiel bestreiten. In diesem erzielte Lucien Laurent nach 19 Minuten gegen Mexiko das erste WM-Tor. In der 26. Minute musste Verteidiger Augustin Chantrel für den verletzt ausgeschiedenen Torhüter Alex Thépot ins Tor und hielt dies bis zur 70. Minute sauber. Dann gelang den Mexikanern der Treffer zum 1:3. Erster zweifacher Torschütze und damit für vier Tage WM-Rekordtorschütze war André Maschinot, der zum 3:0 und 4:1-Endstand traf. Im zweiten Spiel gab es dann eine knappe 0:1-Niederlage gegen den Südamerikameister und späteren Vizeweltmeister Argentinien und zum Abschluss ein weiteres 0:1 gegen Chile, womit Frankreich als Gruppendritter ausschied. Auf der Heimreise wurde dann noch am 1. August das erste Länderspiel gegen Brasilien in Rio de Janeiro bestritten, das mit 2:3 verloren wurde.

### Weltmeisterschaft 1934
Für die erste WM in Europa musste sich Frankreich in einer Gruppe mit Deutschland und Luxemburg qualifizieren und die beiden besten Mannschaften sollten sich für Italien qualifizieren. Eigentlich sollten alle drei Mannschaften je ein Spiel gegen die beiden anderen Mannschaften austragen und dabei jede Mannschaft ein Heim- und Auswärtsspiel haben. Da sich Luxemburg keine Chance auf die Qualifikation ausrechnete, wurden beide Spiele gegen Luxemburg in Luxemburg durchgeführt, so dass Luxemburg trotz der Niederlagen zumindest einen finanziellen Erfolg hatte. Nachdem Luxemburg beide Spiele verloren hatte, war das Spiel zwischen Deutschland und Frankreich, zwischen denen politische Spannungen bestanden, dann nicht notwendig und wurde wegen Irrelevanz nicht mehr ausgetragen.
Bei der Weltmeisterschaft in Italien traf Frankreich auf Österreich und ging nach 18 Minuten in Führung. 16 Minuten später gelang Österreich der Ausgleich und da beiden in der normalen Spielzeit kein weiteres Tor gelang, gab es die erste Verlängerung der WM-Geschichte. In dieser erzielten die Österreicher zunächst zwei Tore, ehe Georges Verriest drei Minuten vor Schluss mit einem Handelfmeter zum Endstand von 2:3 verkürzen konnte.

### Weltmeisterschaft 1938
1938 war Frankreich Gastgeber der dritten WM, nachdem sich der französische Verband mit 19:4:0 Stimmen gegen die Mitbewerber Argentinien und Deutschland durchgesetzt hatte, und damit automatisch qualifiziert. Im Achtelfinale wurde der Nachbar Belgien mit 3:1 besiegt und das Viertelfinale gegen Titelverteidiger Italien erreicht. Hier gab es ein 1:3, und erstmals konnte der Gastgeber den Heimvorteil nicht nutzen und die WM nicht gewinnen.

### Weltmeisterschaft 1950
Für die erste WM in Brasilien musste sich Frankreich gegen Jugoslawien, das zunächst Israel ausgeschaltet hatte, qualifizieren. Da Hin- und Rückspiel 1:1 endeten, gab es ein Entscheidungsspiel in Florenz, das mit 2:3 nach Verlängerung verloren wurde. Nachdem mehrere qualifizierte Mannschaften auf ihre Teilnahme verzichteten, wurde Frankreich nachträglich eingeladen, verzichtete aber mit der Begründung, dass es Gruppenspiele an Orten hätte austragen müssen, die 3.000 Kilometer voneinander entfernt waren.

### Weltmeisterschaft 1954
Für die WM im Nachbarland Schweiz musste sich Frankreich gegen Irland und Luxemburg qualifizieren, was mit vier Siegen eindrucksvoll gelang. In der Schweiz waren Frankreich und Brasilien in ihrer Gruppe gesetzt und mussten nicht gegeneinander spielen. Frankreich verlor aber das Auftaktspiel gegen das ungesetzte Jugoslawien mit 0:1 und da Jugoslawien gegen Brasilien ein 1:1 gelang, war das französische 3:2 gegen Mexiko wertlos.

### Weltmeisterschaft 1958
Zur WM in Schweden musste sich Frankreich unter Albert Batteux, der seit 1955 Nationaltrainer war, gegen Belgien und Island qualifizieren. In den ersten drei Spielen erzielten die Franzosen 19 Tore, nur das letzte Spiel in Belgien endete torlos, womit Frankreich aber qualifiziert war. Bei einer Niederlage hätte es trotz besserer Tordifferenz ein Entscheidungsspiel gegeben. Nach der erfolgreichen Qualifikation verlor Frankreich in London gegen England mit 0:4 und spielte danach dreimal remis. Zudem verletzte sich Torjäger René Bliard in Testspielen so schwer, dass er für die WM ausfiel. Die französische Presse setzte daher wenig Hoffnung in die Mannschaft und befürchtete ein frühes Aus wie vier Jahre zuvor. In Schweden gelangen der französischen Mannschaft insgesamt 23 Tore – nur Ungarn (27) und Deutschland (25) erzielten 1954 mehr Tore bei einer WM. Wesentlichen Anteil daran hatte Just Fontaine, der als Ersatz für Bliard in die Mannschaft kam und mit 13 Toren Torschützenkönig wurde, damit eine bis heute gültige Bestmarke für ein einzelnes WM-Turnier aufstellte, die vorherige Bestmarke von Sándor Kocsis um zwei Tore überbot und 16 Jahre lang WM-Rekordtorschütze blieb, ehe Gerd Müller mit insgesamt 14 Toren eine neue Bestmarke aufstellte, die doppelt so lange hielt. Trotz der vielen Tore reichte es nur zum dritten Platz, da Brasilien im Halbfinale noch mehr Tore erzielte. Dabei gelang Pelé beim 2:5 in der zweiten Halbzeit ein lupenreiner Hattrick. Immerhin gelang Fontaine das erste Tor gegen den späteren Weltmeister, der in den vorherigen vier Spielen kein Tor zugelassen hatte. Mit dem dritten Platz, der durch ein 6:3 gegen Titelverteidiger Deutschland erreicht wurde und bei dem Fontaine allein vier Tore erzielte, erreichte Frankreich aber die bis 1998 beste Platzierung und musste danach 8 Jahre warten, um wieder bei einer WM dabei zu sein. Zudem blieb dies bis heute der einzige Pflichtspielsieg gegen Deutschland und blieb bis 2014 die höchste Niederlage eines – allerdings bereits entthronten – Titelverteidigers.

### Weltmeisterschaft 1962
Für die dritte WM in Südamerika musste sich Frankreich gegen Bulgarien und Finnland qualifizieren. Frankreich und Bulgarien gewannen ihre Spiele gegen Finnland sowie die Heimspiele gegeneinander, so dass ein Entscheidungsspiel notwendig war. Die bessere Tordifferenz für Frankreich zählte nichts. Das Entscheidungsspiel in Mailand gewannen die Bulgaren, die sich damit erstmals für die WM qualifizierten. Nationaltrainer Albert Batteux blieb zwar noch im Amt, nach einem 1:2 in einem Freundschaftsspiel gegen Italien im Mai 1962 endete aber seine Amtszeit.

### Weltmeisterschaft 1966
Für die WM in England qualifizierte sich Frankreich unter Henri Guérin, der 1962 das Amt des Nationaltrainers übernommen hatte, mal wieder gegen Jugoslawien und Luxemburg sowie erstmals Norwegen. Dabei gewannen Frankreich und Jugoslawien ihre Heimspiele gegeneinander mit 1:0, aber während Jugoslawien in Norwegen verlor und daheim nur ein 1:1 gegen die Norweger erreichte, gewann Frankreich alle Spiele gegen die beiden anderen Mannschaften und erreichte so die WM-Endrunde. Hier wurde Frankreich in die Gruppe mit Gastgeber England, Nord- und Mittelamerikameister Mexiko und Ex-Weltmeister Uruguay gelost und erzielte lediglich beim Spiel gegen die Mexikaner einen Punkt. Mit dem WM-Aus endete die Amtszeit von Guérin.

### Weltmeisterschaft 1970
In die Qualifikation für die erste WM in Mittelamerika ging Frankreich unter Louis Dugauguez, wobei Frankreich erneut auf Norwegen sowie dessen skandinavischen Nachbarn Schweden traf. Frankreich verspielte die Qualifikation schon im ersten Heimspiel, das mit 0:1 gegen Norwegen verloren wurde, worauf Dugauguez durch Georges Boulogne abgelöst wurde. Zwar wurde das Rückspiel in Oslo gewonnen, aber nachdem in Stockholm ebenfalls verloren wurde, war die Qualifikation nicht mehr möglich, da Schweden beide Spiele gegen Norwegen gewonnen hatte. Das abschließende 3:0 gegen Schweden änderte daran auch nichts mehr.

### Weltmeisterschaft 1974
In der Qualifikation für die erste WM im Nachbarland Deutschland musste sich Frankreich unter Georges Boulogne mit der Sowjetunion und Irland auseinandersetzen. Zwar wurde das erste Spiel gegen die Sowjetunion in Paris gewonnen, dann wurde aber in Irland verloren und daheim gegen Irland nur ein 1:1 erreicht, wogegen die Sowjetunion alle restlichen Spiele gewann, darunter das letzte entscheidende Spiel gegen Frankreich mit 2:0. Die Sowjetunion musste dann noch in der interkontinentalen Relegation gegen Chile antreten, weigerte sich aber im Stadion von Santiago de Chile zu spielen, da dort 1973 nach dem Militärputsch Anhänger der vorherigen Zivilregierung interniert wurden, und wurde daher disqualifiziert. Mit dem Aus in der Qualifikation endete die Amtszeit von Georges Boulogne, sein Nachfolger wurde Ștefan Kovács, dessen Amtszeit aber bereits nach der verpassten EM-Qualifikation 1976 endete.

### Weltmeisterschaft 1978
12 Jahre nach der letzten Teilnahme konnte sich Frankreich unter Michel Hidalgo wieder qualifizieren, wobei wie vier Jahre zuvor Irland und wie 1962 Bulgarien der Gegner war, gegen den das letzte entscheidende Spiel gewonnen wurde. Bei der WM in Argentinien spielte Frankreich in einer Gruppe mit Gastgeber Argentinien, Ungarn und Exweltmeister Italien. Da nur gegen Ungarn gewonnen wurde, die beiden anderen Spiele aber mit 1:2 verloren wurden, war bereits nach der Vorrunde die WM für die Franzosen beendet.

### Weltmeisterschaft 1982
Für die vierte WM in einem Nachbarland qualifizierte sich Frankreich zusammen mit Belgien gegen erneut Irland, die Niederlande und Zypern, wobei die bessere Tordifferenz gegenüber Irland entscheidend war. In Spanien wurde das Auftaktspiel gegen England mit 1:3 verloren, danach aber gegen WM-Neuling und Asienmeister Kuwait und die Tschechoslowakei gewonnen, womit als Gruppenzweiter die zweite Finalrunde erreicht wurde. Diese wurde nur bei dieser WM in Dreiergruppen gespielt und Frankreich gewann beide Spiele gegen Österreich und Nordirland. Damit galt Frankreich im Halbfinale gegen Europameister Deutschland, der so genannten „Nacht von Sevilla“, als Favorit, musste aber bereits in der 17. Minute das 0:1 durch Pierre Littbarski hinnehmen. Zwar gelang Michel Platini bereits neun Minuten später durch einen Elfmeter der Ausgleich, beiden Mannschaften gelang dann aber kein weiteres Tor mehr, so dass es eine Verlängerung gab. In dieser ging Frankreich schnell mit 3:1 in Führung, musste aber noch den Ausgleich hinnehmen, so dass es zum ersten Elfmeterschießen in der WM-Geschichte kam. In diesem hatten zunächst die Franzosen wieder die Nase vorn als Uli Stielike an Jean-Luc Ettori scheiterte. Da Toni Schumacher aber zwei Elfmeter der Franzosen halten konnte, blieb den Franzosen wie 1958 nur das kleine Finale. Ohne mehrere Stammspieler wurde dieses mit 2:3 gegen Polen verloren.

### Weltmeisterschaft 1986
Für die zweite WM in Mexiko qualifizierte sich der frisch-gebackene Europameister Frankreich unter dem neuen Nationaltrainer Henri Michel zusammen mit Bulgarien (beide 11:5 Punkte) gegen die DDR, Jugoslawien und Luxemburg. In Mexiko hatten es die Franzosen mit WM-Neuling Kanada (1:0), der Sowjetunion (1:1) und Ungarn (3:0) zu tun und punktgleich mit der Sowjetunion wurde als Gruppenzweiter das ab dieser WM wieder stattfindende Achtelfinale erreicht. Hier trafen die Franzosen auf Titelverteidiger Italien und erreichten durch ein 2:0 das Viertelfinale gegen Brasilien. In einem der besten WM-Spiele aller Zeiten stand es nach 120 Minuten 1:1 und das Elfmeterschießen musste entscheiden. Anders als vier Jahre zuvor gegen Deutschland hatten nun die Franzosen die besseren Schützen und erreichten wieder das Halbfinale, wo erneut Deutschland der Gegner war. Wie vier Jahre zuvor war Frankreich wieder Favorit, da einerseits Frankreich zwei Jahre zuvor die Europameisterschaft eindrucksvoll gewonnen hatte, während die deutsche Mannschaft bereits in der Vorrunde ausgeschieden war und andererseits sich die Deutschen bis dahin durch die WM gequält hatten. Aber bereits nach neun Minuten konnte Andreas Brehme die deutsche Mannschaft in Führung bringen und diesen Vorsprung konnte sie gegen stürmisch angreifende Franzosen verteidigen. Rudi Völler gelang dann in der 90. Minute nach einem Konter noch das zweite Tor. Anders als vier Jahre zuvor konnte Frankreich dann aber das Spiel um Platz 3 gegen Belgien für sich entscheiden und verabschiedete sich dann für 12 Jahre von der WM-Bühne.

### Weltmeisterschaft 1990
Die zweite WM im Nachbarland Italien verpasste Frankreich unter Nationaltrainer Michel Platini in der Qualifikation mal wieder gegen Jugoslawien und zudem Schottland. Dafür entscheidend waren nicht nur die Niederlagen in Jugoslawien und Schottland, sondern auch, dass Frankreich in Zypern und Norwegen sowie daheim gegen Jugoslawien nur remis spielte. Platini blieb aber im Amt und führte Frankreich zur EM 1992, bei der aber in der Vorrunde das Aus kam, womit seine Amtszeit endete.

### Weltmeisterschaft 1994
Die Qualifikation für die WM in den Vereinigten Staaten lief unter dem neuen Nationaltrainer Gérard Houllier auch nicht besser. Diesmal mussten die Franzosen den Schweden und Bulgaren den Vortritt lassen, wobei eine 2:3-Heimniederlage gegen Israel vorentscheidend und eine 1:2-Heimniederlage gegen Bulgarien letztlich entscheidend war. Lediglich gegen Finnland und Österreich wurden beide Spiele gewonnen. Nach der verpassten Qualifikation trat Nationaltrainer Houllier zurück, sein Nachfolger wurde Aimé Jacquet, der eine neue Ära einleitete.

### Weltmeisterschaft 1998

Startaufstellungen im Finale

Für die zweite WM im eigenen Land musste sich Frankreich nicht qualifizieren, lediglich sich bei der Bewerbung gegen Marokko und die Schweiz durchsetzen. Frankreich nutzte dann auch anders als 60 Jahre zuvor den Heimvorteil und wurde unter Aimé Jacquet erstmals Weltmeister. Dabei wurden in der Vorrunde WM-Neuling Südafrika und Asienmeister Saudi-Arabien souverän mit 3:0 bzw. 4:0 und Dänemark knapp mit 2:1 besiegt und damit erstmals die Vorrunde mit drei Siegen beendet. Im Achtelfinale gegen Paraguay musste dann das erste Golden Goal der WM-Geschichte den Sieg bringen und im Viertelfinale profitierte Frankreich von der italienischen Schwäche im Elfmeterschießen. Gegen Kroatien im Halbfinale reichte dann die normale Spielzeit und im Finale gegen Titelverteidiger und Südamerikameister Brasilien gelang mit dem 3:0 einer der beiden höchsten Siege gegen einen Titelverteidiger, der erst 2014 überboten wurde. Zwei Jahre später konnte Frankreich dann auch als erster Weltmeister die Europameisterschaft gewinnen, was in umgekehrter Reihenfolge zuvor nur Deutschland gelungen war. Jacquet wechselte nach dem WM-Erfolg auf den Posten des Technischen Direktors. Nachfolger wurde Roger Lemerre, der zwei Jahre später mit dem Team die EM gewinnen konnte.

### Weltmeisterschaft 2002
Letztmals musste sich der Titelverteidiger nicht für die Endrunde qualifizieren und nachdem die EM 2000 und der FIFA-Konföderationen-Pokal 2001 gewonnen wurden, galt Frankreich als einer der Favoriten für die erste WM in Asien. Aber bereits das Eröffnungsspiel gegen den WM-Neuling Senegal wurde mit 0:1 verloren. Nach einem torlosen Remis gegen Uruguay hatte Frankreich aber noch die Chance, das Achtelfinale zu erreichen. Diese wurde aber durch ein 0:2 gegen Dänemark verspielt und Frankreich ist damit der bisher einzige Titelverteidiger, der ohne Tor ausschied. Mit dem Ausscheiden endete auch die Amtszeit von Roger Lemerre. Ihm folgte Jacques Santini, der aber nicht an die Erfolge seiner Vorgänger anknüpfen konnte und bereits vor der EM 2004 seinen Abschied ankündigte, der nach dem Viertelfinalaus erfolgte.

### Weltmeisterschaft 2006
Nachdem Frankreich zweimal nacheinander ohne Qualifikation teilnahm und zuvor zweimal in der Qualifikation gescheitert war, gelang unter Raymond Domenech die Qualifikation für die zweite WM im Nachbarland Deutschland souverän. Zwar begann sie mit einem 0:0 gegen Israel anders als erwartet, und nach einem 2:0 auf den Färöer-Inseln folgten torlose Heimspiele gegen Irland und die Schweiz, mit einem zwischenzeitlichen 2:0 in Zypern. Da aber auch die Verfolger Punkte ließen und Frankreich kein Spiel verlor, gelang diesmal die Qualifikation.
Bei der WM in Deutschland traf Frankreich in der Vorrunde auf den Qualifikationsgegner Schweiz (0:0), Südkorea (1:1) und WM-Neuling Togo, gegen das mit einem 2:0 noch der zweite Platz hinter der Schweiz gesichert wurde. Im Achtelfinale war dann Spanien der Gegner, das seine Gruppe souverän gewonnen hatte und auch gegen Frankreich durch einen Foulelfmeter früh in Führung ging. Diese konnte Franck Ribéry in der 41. Minute zunächst ausgleichen und als beide schon mit der Verlängerung rechneten, konnte Thierry Henry mit einer Schauspieleinlage einen Freistoß erwirken, der zum 2:1 für Frankreich führte. In der Nachspielzeit gelang dann Zinédine Zidane noch das 3:1. Im Viertelfinale wartete dann Titelverteidiger und Südamerikameister Brasilien, der bis dahin auch nicht überzeugt hatte. Entscheidend war ein Geniestreich von Zinédine Zidane, der in den vorherigen Spielen nicht an seine Form von 1998 anknüpfen konnte, nun aber das Spiel lenkte, die Brasilianer auf engstem Raum ausspielte und mit einem Freistoß Thierry Henry im Fünfmeterraum bediente, der den 1:0-Siegtreffer erzielte. Brasilien drängte dann zwar vehement aber erfolglos auf den Ausgleich und Frankreich stand somit im Halbfinale gegen Portugal, das mit 1:0 gewonnen wurde. Im Finale war Italien der Gegner. Beide hatten sich schon sechs Jahre zuvor im EM-Finale gegenübergestanden, als Frankreich in der Verlängerung durch ein Golden Goal gewann. Bereits nach sieben Minuten konnte Zidane Frankreich durch einen Elfmeter in Führung bringen, den er lässig unter die Torlatte hob. Aber 12 Minuten später gelang Marco Materazzi der Ausgleich. Dabei blieb es in der normalen Spielzeit und auch in der Verlängerung fiel kein Tor mehr. In der Verlängerung ließ sich Zidane aber von Materazzi zu einem Kopfstoß provozieren, für den er die Rote Karte sah und somit im Elfmeterschießen fehlte. Italien, das zuvor drei Elfmeterschießen bei Weltmeisterschaften verloren hatte, konnte aber erstmals ein WM-Elfmeterschießen für sich entscheiden und Frankreich blieb nur die Vizemeisterschaft.

### Weltmeisterschaft 2010
In der Qualifikation zur ersten WM in Afrika musste Frankreich den Umweg über die Relegationsspiele der Gruppenzweiten gehen. Zuvor hatte Frankreich den Serben den Vortritt lassen müssen und konnte nur Österreich, Litauen, Rumänien und die Färöer hinter sich lassen. Entscheidend für den notwendigen Umweg waren auch die beiden Remis gegen Rumänien. In den Playoffs war Irland der Gegner. Frankreich konnte zunächst in Irland mit 1:0 gewinnen, im Rückspiel in Frankreich konnte Irland aber ebenfalls das 1:0 erzielen und eine Verlängerung erzwingen. In dieser konnte Gallas nach zweifachem Handspiel von Henry den 1:1-Ausgleich erzielen und Frankreich war damit qualifiziert. Ein Antrag Irlands, als 33. Mannschaft zur WM zugelassen zu werden, wurde abgelehnt.
Die Weltmeisterschaft in Südafrika verlief dann für Frankreich skandalös. In einer eigentlich leichten Vorrundengruppe mit Gastgeber Südafrika, Nord- und Mittelamerikameister Mexiko und den als letzte Mannschaft qualifizierten Uruguayern belegte Frankreich nur den letzten Platz. Abseits des Platzes machte die Mannschaft zudem eher durch Trainingsboykotts von sich reden (Siehe Fiasko von Knysna). Mit dem Aus endete auch die Amtszeit von Raymond Domenech, Nachfolger wurde Laurent Blanc, der bei der nächsten WM aber schon nicht mehr im Amt war.

### Weltmeisterschaft 2014
Nach dem Aus im Viertelfinale der EM 2012 hatte Didier Deschamps, der Kapitän der Weltmeistermannschaft von 1998, das Amt des Nationaltrainers übernommen. Für die Qualifikation zur zweiten WM in Brasilien wurde Frankreich in eine Gruppe mit Welt- und Europameister Spanien sowie Finnland, Georgien und Belarus gelost. In Spanien gelang den Franzosen ein 1:1, das Heimspiel wurde dagegen verloren. Da sich Spanien gegenüber den anderen drei Mannschaften keine Blöße gab, blieb Frankreich erneut nur der Umweg über die Playoff-Spiele der Gruppenzweiten. Diesmal war die Ukraine der Gegner und in Kiew wurde mit 0:2 verloren. Das Rückspiel konnte aber mit 3:0 gewonnen werden, womit Frankreich die erste Mannschaft ist, die in den Relegationsspielen der Gruppenzweiten nach einer Niederlage mit zwei Toren Differenz noch die Qualifikation schaffte.
In der Gruppenphase der Endrunde traf Frankreich zunächst auf Honduras (3:0), wie 2006 auf die Schweiz (5:2) und zum Abschluss auf Ecuador (0:0) und erreichte als souveräner Gruppensieger das Achtelfinale. Durch das Auftreten und offensive Spielweise wurde viel von der 2010 verlorenen Reputation zurückgewonnen und Frankreich wurde insbesondere nach dem Spiel gegen die Schweiz als möglicher Titelkandidat gehandelt. Im Achtelfinale war Afrikameister Nigeria der Gegner und in einem lange Zeit offenen Spiel gelang Paul Pogba erst in der 79. Minute das 1:0 für Frankreich. In der Nachspielzeit unterlief dem nigerianischen Kapitän und Rekordnationalspieler Joseph Yobo dann noch ein Eigentor zum 0:2. Das Viertelfinale führte dann Frankreich und Deutschland zusammen, die zuvor beide die letzten afrikanischen Vertreter aus dem Turnier geworfen hatten. Anders als bei den vorherigen WM-Partien der beiden gab es keinen eindeutigen Favoriten. In der 13. Minute brachte Mats Hummels die Deutschen mit 1:0 in Führung und diese konnte bis zum Ende verteidigt werden. Paul Pogba wurde am Ende des Turniers als bester junger Spieler des WM-Turniers ausgezeichnet.

### Weltmeisterschaft 2018

Startaufstellungen im Finale

In der Qualifikation, die im September 2016 startete, trafen die Franzosen auf den WM-Dritten Niederlande, Schweden, Bulgarien, Belarus und Luxemburg. Les Bleus gaben nur beim ersten der ersten fünf Spiele beim torlosen Remis in Belarus einen Punkt ab, gewannen danach viermal und lagen nach der Hälfte der Spiele auf dem ersten Platz. In die zweite Hälfte der Qualifikation starteten sie mit einer 1:2-Niederlage in Schweden, rehabilitierten sich dann aber durch einen 4:0-Heimsieg gegen die Niederlande, während Schweden in Bulgarien verlor. Darauf folgte ein 0:0 gegen Luxemburg, wodurch der Kampf um Platz 1 wieder spannend wurde. Danach gewann Frankreich erstmals in Bulgarien, das zuvor seine Heimspiele der Qualifikation gewonnen hatte. Da aber Schweden mit 8:0 gegen Luxemburg gewann, hatte Frankreich vor dem letzten Spieltag nur einen Punkt mehr auf dem Konto als die Skandinavier. Am letzten Spieltag reichte dann den Franzosen ein 2:1 gegen Belarus, so dass sie nicht vom Ergebnis des Parallelspiels Niederlande gegen Schweden abhingen. Zwar hatten die beiden Mannschaften am Ende mehr Tore als die Franzosen geschossen, aber auch mehr Gegentore kassiert und mehr Spiele verloren, so dass sich Frankreich als Gruppensieger für die WM qualifizierte und Schweden als Gruppenzweiter auf die Playoffs hoffen muss.
Bei der Endrunde startete Frankreich mit einem 2:1-Sieg gegen Asienmeister Australien, wobei der Siegtreffer erst in der 81. Minute durch ein Eigentor von Aziz Behich fiel, der einen Schuss von Paul Pogba für seinen Torhüter unhaltbar ins eigene Tor abfälschte. Gegen Peru brachte Kylian Mbappé mit seinem ersten WM-Tor, wodurch er auch jüngster Torschütze des Turniers wurde, seine Mannschaft in der 34. Minute in Führung, die dann bis zum Ende verwaltet wurde. Im letzten Gruppenspiel gegen Dänemark setzte Nationaltrainer Deschamps mehrere Reservisten ein und da auch die Dänen mit einem Remis zufrieden waren, kam es zum einzigen torlosen Spiel des Turniers. Als Gruppensieger traf Frankreich im Achtelfinale auf Vizeweltmeister Argentinien und setzte sich mit 4:3 durch, wobei die Führung zweimal wechselte. Im Viertelfinale trafen die Franzosen wieder auf eine südamerikanische Mannschaft, diesmal Uruguay, das Europameister Portugal im Achtelfinale ausgeschaltet hatte. Die Uruguayer mussten verletzungsbedingt auf den dreifachen Torschützen Edinson Cavani verzichten und konnten sich nicht gegen die französische Abwehr durchsetzen, so das Frankreich das Spiel durch Tore von Raphaël Varane (40.) und Antoine Griezmann (61.) gewann. Im Halbfinale kam es zum Nachbarschaftsduell mit Belgien, das bis dahin seine fünf Turnierspiele gewonnen hatte und bereits 14 Tore erzielt hatte. Aber auch diesmal ließ die französische Abwehr kein Tor zu, so dass den Franzosen das Tor von Abwehrspieler Samuel Umtiti zum Finaleinzug reichte. Hier trafen sie auf die Kroaten, die erstmals im Finale einer WM standen, aber auf dem Weg dorthin dreimal in die Verlängerung mussten. Die Franzosen gingen durch das erste Final-Eigentor der WM-Geschichte in der 18. Minute in Führung. Dabei profitierten sie davon, dass der argentinische Schiedsrichter eine Schwalbe von Griezmann nicht erkannte und auf Freistoß für Frankreich entschied. Den von Griezmann getretenen Freistoß fälschte Mario Mandžukić ins eigene Tor ab. Zehn Minuten später mussten die Franzosen aber den Ausgleich durch Ivan Perišić hinnehmen, dem zehn Minuten später im eigenen Strafraum der Ball an die Hand und von dort ins Aus sprang. Der Schiedsrichter wertete dies nach Konsultierung des Videoassistenten als absichtliches Handspiel und entschied auf Handelfmeter den Griezmann verwandelte. Als die Kroaten in der zweiten Halbzeit auf den Ausgleich drängten, legten Pogba und Mbappé noch zwei Tore nach. Trotz nachlassender Kräfte versuchten die Kroaten noch das Spiel zu drehen und Mandžukić konnte eine Unachtsamkeit von Kapitän Hugo Lloris zur Ergebniskorrektur nutzen. Letztlich brachten die Franzosen das 4:2 über die Zeit und wurden zum zweiten Mal Weltmeister. Trainer Deschamps, Kapitän der 1998er Weltmeister steht damit in einer Reihe mit Mário Zagallo und Franz Beckenbauer, die ebenfalls als Spieler und Trainer bzw. Teamchef Weltmeister wurden. Durch den WM-Titel verbesserte sich Frankreich in der FIFA-Weltrangliste um sechs Plätze und führt diese seit August 2018 an – ab September zusammen mit dem WM-Dritten Belgien.

### Weltmeisterschaft 2022
Für die Qualifikation wurde Frankreich in eine Fünfergruppe gelost, da die Mannschaft im Herbst 2021 am Final-Four-Turnier der UEFA Nations League 2020/21 teilnahm, wo die Mannschaft den Titel gewann. Gegner waren die Ukraine, Finnland, Bosnien-Herzegowina und Kasachstan. Die ebenfalls der Gruppe zugelosten Mannschaften aus Belarus und Estland wurden aus klimatischen Gründen, da sich schon die Ukraine und Finnland in der Gruppe befanden, einer anderen Gruppe zugeteilt. Gegen die Ukraine gab es in zehn Spielen sechs Siege, drei Remis (alle in EM-Qualifikationsspielen) und eine Niederlage, letztere in der Qualifikation für die WM 2014, die aber für die Franzosen keine negative Auswirkung hatte und der Ukraine nichts nutzte. Zuletzt gab es im Oktober 2020 einen 7:1-Sieg in einem Freundschaftsspiel, für die Ukraine die höchste Niederlage, die aber auch COVID-19-bedingt mit fünf Debütanten antrat. Gegen die Finnen gab es in neun Spielen acht Siege, davon sechs in WM-Qualifikationsspielen, und eine Heimniederlage im Oktober 2020. Gegen die Bosnier gab es je zwei Siege und Remis, je einen in Freundschaftsspielen und der Qualifikation für die EM 2012. Gegen Kasachstan spielten zuvor nur die Französinnen.
Die Franzosen begannen mit einem 1:1 daheim gegen die Ukraine, kamen dann zu einem 2:0-Sieg in Kasachstan und einem 1:0-Sieg in Sarajewo gegen Bosnien und Herzegowina. Dem folgten zwei 1:1 gegen Bosnien und Herzegowina und in der Ukraine, ein 2:0 gegen Finnland. Durch einen 8:0-Sieg am vorletzten Spieltag gegen Kasachstan, bei dem Kylian Mbappé die ersten drei Tore als lupenreinen Hattrick und das letzte Tor erzielte, qualifizierten sich Les Bleus vorzeitig für die WM-Endrunde, wobei sie auch davon profitierten, dass sich die Gegner gegenseitig Punkte abnahmen – so spielte die Ukraine sechsmal remis.
Bei der Endrunde trafen die Franzosen zunächst auf Dänemark, Tunesien und Australien, das sich im Juni einen der letzten Startplätze sicherte. Dänemark und Australien waren schon 2018 die Vorrundengegner. Nach einem 4:1 gegen Australien und einem 2:1 gegen Dänemark waren die Franzosen bereits vor dem letzten Gruppenspiel für das Achtelfinale qualifiziert. Im Spiel gegen Tunesien wurden daher überwiegend noch nicht eingesetzte Spieler aufgestellt, das Spiel mit 0:1 verloren. Im Achtelfinale spielte dann wieder die Stammelf und gewann gegen Polen mit 3:1. Im Viertelfinale gegen England gewannen sie mit 2:1 und erreichten das Halbfinale, wo sie auf Marokko trafen, das als erste afrikanische Mannschaft bis in das Halbfinale gekommen war und auf dem Weg dorthin die beiden iberischen Mannschaften Spanien (Sieg im Elfmeterschießen) und Portugal (1:0) ausgeschaltet hatte. Durch einen 2:0-Sieg qualifizierten sich die Franzosen zum zweiten Mal in Folge für das Finale, wo sie ihren Titel gegen Argentinien nicht verteidigen konnten, das im ersten Halbfinale Kroatien, den Finalgegner von 2018, mit 3:0 besiegt hat. Bis zur 80. Minute lagen die Franzosen mit 0:2 zurück, dann konnte Kylian Mbappé zunächst einen Strafstoß verwandeln und eine Minute später einen Angriff volley zum 2:2 abschließen. In der Verlängerung gerieten sie wieder in Rückstand und wieder konnte Mbappé per verwandeltem Strafstoß ausgleichen. Im Elfmeterschießen verwandelte Mbappé zwar als Erster, Coman scheiterte aber am argentinischen Torhüter und Tchouaméni schoss neben das Tor. Da alle vier argentinischen Schützen erfolgreich waren und nur noch Kolo Muani traf, verloren die Franzosen ihren Titel an die Argentinier.

### WM 2026 in Kanada, Mexiko und den USA
In der Qualifikation trifft die französische Mannschaft, nachdem sie sich im Viertelfinale der Nations League gegen die Kroaten per Elfmeterschießen durchsetzen konnte, in einer Vierergruppe ab September 2025 auf die Ukraine, Island und Aserbaidschan, gegen das es bisher zwei Spiele in der EM-Qualifikation 1996 gab.

## Spieler

### Rangliste der französischen WM-Spieler mit den meisten Einsätzen
01. Hugo Lloris – 20 Einsätze bei 4 Turnieren
02. Antoine Griezmann – 19 Einsätze bei 3 Turnieren
03. Olivier Giroud und Raphaël Varane – 18 Einsätze bei 3 Turnieren
05. Fabien Barthez und Thierry Henry – 17 Einsätze bei 3 bzw. 4 (Henry) Turnieren
07. Lilian Thuram – 16 Einsätze bei 3 Turnieren
08. Maxime Bossis – 15 Einsätze bei 3 Turnieren
09. Kylian Mbappé und Michel Platini – 14 Einsätze bei 2 bzw. 3 Turnieren
11. Manuel Amoros, Alain Giresse, Jean Tigana, David Trezeguet, Patrick Vieira und Zinédine Zidane – 12 Einsätze bei 2 bzw. 3 (Trezeguet, Vieira, Zidane) Turnieren
17. Patrick Battiston, Ousmane Dembélé, Paul Pogba – 11 Einsätze bei 3 (Battiston) bzw. 2 Turnieren
20. Marcel Desailly, William Gallas, Blaise Matuidi, Franck Ribéry, Dominique Rocheteau, Didier Six, Marius Trésor, Sylvain Wiltord – jeweils 10 Einsätze bei 2 bzw. 3 (Rocheteau) Turnieren

### Rangliste der französischen WM-Spieler mit den meisten Toren
1. Just Fontaine – 13 Tore
2. Kylian Mbappé – 12 Tore
3. Thierry Henry – 6 Tore
4. Olivier Giroud, Michel Platini und Zinédine Zidane – 5 Tore
7. Antoine Griezmann, Raymond Kopa, Dominique Rocheteau – 4 Tore

### WM-Kapitäne
- 1930: Alexandre Villaplane
- 1934: Alexis Thépot
- 1938: Étienne Mattler
- 1954: Robert Jonquet (1. Spiel), Roger Marche (2. Spiel)
- 1958: Robert Jonquet, Roger Marche (2. Spiel), Armand Penverne (Spiel um Platz 3)
- 1966: Marcel Artelesa
- 1978: Marius Trésor
- 1982: Michel Platini, Marius Trésor (gegen Österreich und Polen)
- 1986: Michel Platini, Patrick Battiston (Spiel um Platz 3)
- 1998: Didier Deschamps, Marcel Desailly (3. Gruppenspiel)
- 2002: Marcel Desailly
- 2006: Zinédine Zidane, Patrick Vieira (3. Gruppenspiel)
- 2010: Patrice Evra, Alou Diarra (3. Gruppenspiel)
- 2014: Hugo Lloris
- 2018: Hugo Lloris, Raphaël Varane (3. Gruppenspiel)
- 2022: Hugo Lloris, Raphaël Varane (3. Gruppenspiel)

### Anteil der im Ausland spielenden Spieler im WM-Kader
Bis einschließlich 1954 wurden keine „Legionäre“ eingesetzt. Ab 1958 wurden bis 1986 nur wenige Legionäre nominiert. Ab 1998 stellten dann Legionäre die Mehrheit im Kader. Frankreich ist damit der letzte Weltmeister, in dessen WM-Kader Legionäre die Mehrheit stellten. Nur Brasilien nominierte 1994 ebenfalls in der Mehrzahl Legionäre (12) beim Gewinn des vierten WM-Titels. Neben Argentinien (1978/1 Legionär und 1986/7 Legionäre) und Spanien (2010/3 Legionäre) ist Frankreich die einzige Mannschaft, die nie ohne Legionäre Weltmeister wurde.
| Jahr (Spiele)   | Anzahl (Länder)                                                      | Spieler (Einsätze) |
| --------------- | -------------------------------------------------------------------- | --- |
| 1930–1938, 1954 | 0                                                                    | |
| 1958 (6)        | 1 (Spanien)                                                          | Raymond Kopa (6) |
| 1966 (3)        | 2 (1 in Italien, 1 in Spanien)                                       | Nestor Combin (1); Lucien Muller (0) |
| 1978 (3)        | 0                                                                    | |
| 1982 (7)        | 2 (1 in Deutschland, 1 in Italien)                                   | Didier Six (7); Michel Platini (5) |
| 1986 (7)        | 2 (1 in Belgien, 1 in Italien)                                       | Jean-Pierre Papin (4); Michel Platini (6) |
| 1998 (7)        | 13 (1 in Deutschland, 4 in England, 7 in Italien, 1 in Spanien)      | Bixente Lizarazu (6); Bernard Lama (0), Frank Lebœuf (3), Emmanuel Petit (6), Patrick Vieira (2); Alain Boghossian (5), Vincent Candela (1), Marcel Desailly (7), Didier Deschamps (6), Youri Djorkaeff (7), Lilian Thuram (6), Zinédine Zidane (5); Christian Karembeu (4) |
| 2002 (3)        | 18 (2 in Deutschland, 8 in England, 5 in Italien, 3 in Spanien)      | Bixente Lizarazu (3), Willy Sagnol (0); Fabien Barthez (3), Marcel Desailly (3), Youri Djorkaeff (2), Thierry Henry (2), Emmanuel Petit (2), Mikaël Silvestre (0), Patrick Vieira (3), Sylvain Wiltord (3); Alain Boghossian (0), Vincent Candela (2), Johan Micoud (2), Lilian Thuram (3), David Trezeguet (3); Philippe Christanval (0), Claude Makélélé (1), Zinédine Zidane (1)                 |
| 2006 (7)        | 12 (1 in Deutschland, 7 in England, 3 in Italien, 1 in Spanien)      | Willy Sagnol (7); Jean-Alain Boumsong (0), Pascal Chimbonda (0), William Gallas (7), Thierry Henry (7), Louis Saha (3), Mickaël Silvestre (1), Claude Makélélé (7); Lilian Thuram (7), David Trezeguet (3), Patrick Vieira (7); Zinédine Zidane (6) |
| 2010 (3)        | 12 (1 in Deutschland, 7 in England, 1 in Griechenland, 3 in Spanien) | Franck Ribéry (3); Nicolas Anelka (2), Gaël Clichy (1), Abou Diaby (3), Patrice Evra (2), William Gallas (3), Florent Malouda (3), Bacary Sagna (3); Djibril Cissé (1); Éric Abidal (2), Sébastien Squillaci (1), Thierry Henry (3) |
| 2014 (5)        | 15 (10 in England, 1 in Italien, 1 in Portugal, 3 in Spanien)        | Mathieu Debuchy (4), Patrice Evra (4), Olivier Giroud (5), Laurent Koscielny (4), Hugo Lloris (5), Loïc Rémy (2), Bacary Sagna (1), Mamadou Sakho (4), Morgan Schneiderlin (1), Moussa Sissoko (4); Paul Pogba (5), Eliaquim Mangala (4); Karim Benzema (5), Antoine Griezmann (4), Raphaël Varane (5)                                                                                              |
| 2018 (7)        | 14 (2 in Deutschland, 5 in England, 1 in Italien, 6 in Spanien)      | Benjamin Pavard (6), Corentin Tolisso (5); Olivier Giroud (7), N’Golo Kanté (7), Hugo Lloris (6), Benjamin Mendy (1), Paul Pogba (6); Blaise Matuidi (5); Ousmane Dembélé (4), Antoine Griezmann (7), Lucas Hernández (7), Steven Nzonzi (5), Samuel Umtiti (6), Raphaël Varane (7) |
| 2022 (7)        | 19 1 (6 in Deutschland, 5 in England, 3 in Italien, 5 in Spanien)    | Kingsley Coman (6), Lucas Hernández (1), Randal Kolo Muani (3), Benjamin Pavard (1), Marcus Thuram (5), Dayot Upamecano (5); Alphonse Aréola, Ibrahima Konaté (5), Hugo Lloris (6), William Saliba (1), Raphaël Varane (6); Olivier Giroud (6), Theo Hernández (6), Adrien Rabiot (6); Eduardo Camavinga (2), Ousmane Dembélé (7), Antoine Griezmann (7), Jules Koundé (6), Aurélien Tchouaméni (7) |

### Bei Weltmeisterschaften gesperrte Spieler
- 1982: Manuel Amoros erhielt in den letzten beiden Vorrundenspielen jeweils eine gelbe Karte und war für das erste Zwischenrundenspiel gegen Österreich gesperrt.
- 1986: William Ayache hatte im Achtelfinale die zweite gelbe Karte erhalten und war für das Viertelfinale gesperrt. Luis Fernández erhielt im Halbfinale die zweite gelbe Karte und war für das Spiel um Platz 3 gesperrt.
- 1998: Zinédine Zidane erhielt im zweiten Gruppenspiel wegen Nachtretens die Rote Karte und war für das letzte Gruppenspiel und das Achtelfinale gesperrt. Laurent Blanc erhielt im Halbfinale die rote Karte und war für das Finale gesperrt. In diesem erhielt Marcel Desailly die gelb-rote Karte, die aber ansonsten ebenso keinen weiteren Effekt hatte wie die zweite gelbe Karte für Didier Deschamps.
- 2002: Thierry Henry erhielt im zweiten Gruppenspiel gegen Uruguay die rote Karte und war für das letzte Gruppenspiel gegen Dänemark ebenso gesperrt wie Emmanuel Petit der die zweite gelbe Karte erhalten hatte.
- 2006: Éric Abidal und Kapitän Zinédine Zidane waren nach zwei gelben Karten in den ersten beiden Vorrundenspielen für das letzte Vorrundenspiel gesperrt. Louis Saha erhielt im Viertel- und Halbfinale jeweils eine gelbe Karte und war für das Finale gesperrt. Zidane erhielt im Finale die rote Karte. Da damit das Turnier beendet war, hatte sie keine weitere Wirkung und nachdem Zidane seine Nationalmannschaftskarriere beendet hatte auch nicht auf folgende Pflichtspiele. Zidane verpflichtete sich stattdessen zu drei Tagen gemeinnütziger Arbeit.[7] Auch die zweite gelbe Karte in der Finalrunde, die Willy Sagnol im Finale erhielt und die seine insgesamt dritte im Turnier war, hatte keinen Effekt mehr.
- 2010: Yoann Gourcuff erhielt im letzten Gruppenspiel die rote Karte, da Frankreich ausschied, hatte sie keine weitere Wirkung mehr für das Turnier.
- 2014: Yohan Cabaye war nach zwei gelben Karten in den ersten beiden Vorrundenspielen für das letzte Vorrundenspiel gesperrt.
- 2018: Blaise Matuidi war nach zwei gelben Karten für das Viertelfinale gegen Uruguay gesperrt.

## Spiele
Frankreich bestritt bisher 73 WM-Spiele. 39 Spiele wurden gewonnen, 20 verloren und 14 endeten remis. Achtmal mussten Remis-Spiele verlängert werden, da ein Sieger ermittelt werden musste, gegen Italien zweimal. Dabei konnten nur zwei Spiele in der Verlängerung regulär bzw. durch Golden Goal gewonnen werden, zudem zwei Spiele im Elfmeterschießen. Drei Spiele wurden im Elfmeterschießen verloren, ein Spiel in der Verlängerung.
Frankreich nahm zweimal (1930, 1954, 2002) am Eröffnungs- bzw. ersten Spiel der WM teil und verlor als Titelverteidiger 2002. Bisher hatte die französische Mannschaft neun Heimspiele bei Weltmeisterschaften und musste 3× gegen den Gastgeber antreten, immer (1966, 1978 und 2010) in der Vorrunde und verlor dabei immer.
Frankreich spielte fünfmal gegen den Titelverteidiger: 1938 gegen Italien im Viertelfinale, 1958 gegen Deutschland im Spiel um Platz 3, 1986 gegen Italien im Achtelfinale, 1998 gegen Brasilien im Finale und 2006 gegen Brasilien im Viertelfinale. Nur das erste Spiel wurde verloren. Gegen den späteren Weltmeister spielte Frankreich bisher siebenmal – und damit am häufigsten: 1938 gegen Italien im Viertelfinale, 1958 gegen Brasilien im Halbfinale, 1966 gegen England in der Vorrunde, 1978 gegen Argentinien in der Vorrunde, 2006 gegen Italien im Finale, 2014 gegen Deutschland im Viertelfinale und 2022 gegen Argentinien im Finale.
Am häufigsten spielte Frankreich bei WM-Endrundenturnieren gegen Italien (fünfmal) und traf achtmal auf WM-Neulinge: 1934/Österreich, 1958/Nordirland, 1982/Kuwait, 1986/Kanada, 1998/Südafrika und Kroatien, 2002/Senegal sowie 2006/Togo.
Frankreich spielte bisher in 51 WM-Städten, am häufigsten (4×) in Saint Denis.
| Alle WM-Spiele |            |                    |                      |                  |                         | |
| Nr.            | Datum      | Ergebnis           | Gegner               | Anlass           | Austragungsort          | Bemerkungen |
| 1.             | 13.07.1930 | Mexiko             | 4:1                  | Vorrunde         | Montevideo (URY)        | Erstes Länderspiel gegen Mexiko, erster Sieg gegen eine außereuropäische Mannschaft, erstes Spiel außerhalb von Europa, erster Sieg gegen Mexiko |
| 2.             | 15.07.1930 | Argentinien        | 0:1                  | Vorrunde         | Montevideo (URY)        | Erstes Länderspiel gegen Argentinien |
| 3.             | 19.07.1930 | Chile              | 0:1                  | Vorrunde         | Montevideo (URY)        | Erstes Länderspiel gegen Chile, 100. Länderspiel                                                                                                 |
| 4.             | 27.05.1934 | Österreich         | 2:3 n. V.            | Achtelfinale     | Turin (ITA)             | |
| 5.             | 05.06.1938 | Belgien            | 3:1                  | Achtelfinale     | Colombes                | 150. Länderspiel |
| 6.             | 12.06.1938 | Königreich Italien | 1:3                  | Viertelfinale    | Colombes                | |
| 7.             | 16.06.1954 | Jugoslawien        | 0:1                  | Vorrunde         | Lausanne (CHE)          | |
| 8.             | 19.06.1954 | Mexiko             | 3:2                  | Vorrunde         | Genf (CHE)              | |
| 9.             | 08.06.1958 | Paraguay           | 7:3                  | Vorrunde         | Norrköping (SWE)        | Erstes Länderspiel gegen Paraguay |
| 10.            | 11.06.1958 | Jugoslawien        | 2:3                  | Vorrunde         | Västerås (SWE)          | |
| 11.            | 15.06.1958 | Schottland         | 2:1                  | Vorrunde         | Örebro (SWE)            | |
| 12.            | 19.06.1958 | Nordirland         | 4:0                  | Viertelfinale    | Norrköping (SWE)        | |
| 13.            | 24.06.1958 | Brasilien          | 2:5                  | Halbfinale       | Solna (SWE)             | |
| 14.            | 28.06.1958 | BRD                | 6:3                  | Spiel um Platz 3 | Göteborg (SWE)          | höchster Sieg gegen Deutschland |
| 15.            | 13.07.1966 | Mexiko             | 1:1                  | Vorrunde         | London (ENG)            | |
| 16.            | 15.07.1966 | Uruguay            | 1:2                  | Vorrunde         | London (ENG)            | |
| 17.            | 20.07.1966 | England            | 0:2                  | Vorrunde         | London (ENG)            | |
| 18.            | 02.06.1978 | Italien            | 1:2                  | 1. Finalrunde    | Mar del Plata (ARG)     | |
| 19.            | 06.06.1978 | Argentinien        | 1:2                  | 1. Finalrunde    | Buenos Aires (ARG)      | |
| 20.            | 10.06.1978 | Ungarn             | 3:1                  | 1. Finalrunde    | Mar del Plata (ARG)     | |
| 21.            | 16.06.1982 | England            | 1:3                  | 1. Finalrunde    | Bilbao (ESP)            | |
| 22.            | 21.06.1982 | Kuwait             | 4:1                  | 1. Finalrunde    | Valladolid (ESP)        | Erstes Länderspiel gegen Kuwait |
| 23.            | 24.06.1982 | Tschechoslowakei   | 1:1                  | 1. Finalrunde    | Valladolid (ESP)        | |
| 24.            | 28.06.1982 | Österreich         | 1:0                  | 2. Finalrunde    | Madrid (ESP)            | |
| 25.            | 04.07.1982 | Nordirland         | 4:1                  | 2. Finalrunde    | Madrid (ESP)            | |
| 26.            | 08.07.1982 | BRD                | 3:3 n. V.; 4:5 i. E. | Halbfinale       | Sevilla (ESP)           | (Nacht von Sevilla) |
| 27.            | 10.07.1982 | Polen              | 2:3                  | Spiel um Platz 3 | Alicante (ESP)          | |
| 28.            | 01.06.1986 | Kanada             | 1:0                  | Vorrunde         | León (MEX)              | Erstes Länderspiel gegen Kanada |
| 29.            | 05.06.1986 | Sowjetunion        | 1:1                  | Vorrunde         | León (MEX)              | |
| 30.            | 09.06.1986 | Ungarn             | 3:0                  | Vorrunde         | León (MEX)              | |
| 31.            | 17.06.1986 | Italien            | 2:0                  | Achtelfinale     | Mexiko-Stadt (MEX)      | |
| 32.            | 21.06.1986 | Brasilien          | 1:1 n. V., 4:3 i. E. | Viertelfinale    | Guadalajara (MEX)       | |
| 33.            | 25.06.1986 | BRD                | 0:2                  | Halbfinale       | Guadalajara (MEX)       | |
| 34.            | 28.06.1986 | Belgien            | 4:2 n. V.            | Spiel um Platz 3 | Puebla (MEX)            | |
| 35.            | 12.06.1998 | Südafrika          | 3:0                  | Vorrunde         | Marseille               | |
| 36.            | 18.06.1998 | Saudi-Arabien      | 4:0                  | Vorrunde         | Saint Denis             | Erstes Länderspiel gegen Saudi-Arabien |
| 37.            | 24.06.1998 | Dänemark           | 2:1                  | Vorrunde         | Lyon                    | |
| 38.            | 28.06.1998 | Paraguay           | 1:0 i. V.            | Achtelfinale     | Lens                    | Sieg durch 1. Golden Goal der WM-Geschichte |
| 39.            | 03.07.1998 | Italien            | 0:0 n. V., 4:3 i. E. | Viertelfinale    | Saint Denis             | |
| 40.            | 08.07.1998 | Kroatien           | 2:1                  | Halbfinale       | Saint Denis             | Erstes Länderspiel gegen Kroatien |
| 41.            | 12.07.1998 | Brasilien          | 3:0                  | Finale           | Saint Denis             | Erster WM-Titel |
| 42.            | 31.05.2002 | Senegal            | 0:1                  | Vorrunde         | Seoul (KOR)             | Erstes Länderspiel gegen den Senegal |
| 43.            | 06.06.2002 | Uruguay            | 0:0                  | Vorrunde         | Busan (KOR)             | |
| 44.            | 11.06.2002 | Dänemark           | 0:2                  | Vorrunde         | Incheon (KOR)           | |
| 45.            | 13.06.2006 | Schweiz            | 0:0                  | Vorrunde         | Stuttgart (DEU)         | |
| 46.            | 18.06.2006 | Südkorea           | 1:1                  | Vorrunde         | Leipzig (DEU)           | |
| 47.            | 23.06.2006 | Togo               | 2:0                  | Vorrunde         | Köln (DEU)              | Erstes Länderspiel gegen Togo |
| 48.            | 27.06.2006 | Spanien            | 3:1                  | Achtelfinale     | Hannover (DEU)          | |
| 49.            | 01.07.2006 | Brasilien          | 1:0                  | Viertelfinale    | Frankfurt (DEU)         | |
| 50.            | 05.07.2006 | Portugal           | 1:0                  | Halbfinale       | München (DEU)           | 50. WM-Spiel |
| 51.            | 09.07.2006 | Italien            | 1:1 n. V., 3:5 i. E. | Finale           | Berlin (DEU)            | |
| 52.            | 11.06.2010 | Uruguay            | 0:0                  | Vorrunde         | Kapstadt (ZAF)          | |
| 53.            | 17.06.2010 | Mexiko             | 0:2                  | Vorrunde         | Polokwane (ZAF)         | |
| 54.            | 22.06.2010 | Südafrika          | 1:2                  | Vorrunde         | Bloemfontein (ZAF)      | Letztes Spiel unter Trainer Raymond Domenech |
| 55.            | 15.06.2014 | Honduras           | 3:0                  | Vorrunde         | Porto Alegre (BRA)      | Erstes Länderspiel gegen Honduras |
| 56.            | 20.06.2014 | Schweiz            | 5:2                  | Vorrunde         | Salvador da Bahia (BRA) | |
| 57.            | 25.06.2014 | Ecuador            | 0:0                  | Vorrunde         | Rio de Janeiro (BRA)    | |
| 58.            | 30.06.2014 | Nigeria            | 2:0                  | Achtelfinale     | Brasília (BRA)          | |
| 59.            | 04.07.2014 | Deutschland        | 0:1                  | Viertelfinale    | Rio de Janeiro (BRA)    | |
| 60.            | 16.06.2018 | Australien         | 2:1                  | Vorrunde         | Kasan (RUS)             | |
| 61.            | 21.06.2018 | Peru               | 1:0                  | Vorrunde         | Jekaterinburg (RUS)     | |
| 62.            | 26.06.2018 | Dänemark           | 0:0                  | Vorrunde         | Moskau (RUS)            | Erstes torloses Spiel der WM 2018 |
| 63.            | 30.06.2018 | Argentinien        | 4:3                  | Achtelfinale     | Kasan (RUS)             | Erster WM-Sieg gegen Argentinien |
| 64.            | 06.07.2018 | Uruguay            | 2:0                  | Viertelfinale    | Nischni Nowgorod (RUS)  | |
| 65.            | 10.07.2018 | Belgien            | 1:0                  | Halbfinale       | Sankt Petersburg (RUS)  | |
| 66.            | 15.07.2018 | Kroatien           | 4:2                  | Finale           | Moskau (RUS)            | |
| 67.            | 22.11.2022 | Australien         | 4:1                  | Vorrunde         | al-Wakra (QAT)          | |
| 68.            | 26.11.2022 | Dänemark           | 2:1                  | Vorrunde         | Doha (QAT)              | |
| 69.            | 30.11.2022 | Tunesien           | 0:1                  | Vorrunde         | ar-Rayyan (QAT)         | |
| 70.            | 30.11.2022 | Polen              | 3:1                  | Achtelfinale     | Doha (QAT)              | Olivier Giroud wird mit seinem 52. Länderspieltor alleiniger französischer Rekordtorschütze                                                      |
| 71.            | 10.12.2022 | England            | 2:1                  | Viertelfinale    | al-Chaur (QAT)          | Hugo Lloris löst mit seinem 143. Länderspiel Lilian Thuram als Rekordnationalspieler ab.                                                         |
| 72.            | 14.12.2022 | Marokko            | 2:0                  | Halbfinale       | al-Chaur (QAT)          | |
| 73.            | 18.12.2022 | Argentinien        | 3:3 n. V., 2:4 i. E. | Finale           | Lusail (QAT)            | |

Die französische Mannschaft erzielte ihre höchsten Siege gegen folgende Länder bei WM-Turnieren:
- Brasilien: Finale 1998 - 3:0
- Deutschland: Spiel um Platz 3 1958 - 6:3 (zudem ein 3:0 in einem Freundschaftsspiel)
- Honduras: Vorrunde 2014 - 3:0 (einziges Spiel gegen Honduras)
- Italien: Achtelfinale 1986 - 2:0 (zudem zweimal 2:0 in Freundschaftsspielen sowie 3:1 bei den Olympischen Spielen 1920, in zwei Freundschaftsspielen und einem Qualifikationsspiel für die EM 2008)
- Kanada: Vorrunde 1986 - 1:0 (einziges Spiel gegen Kanada)
- Kuwait: Vorrunde 1982 - 4:1
- Nigeria: Achtelfinale 2014 - 2:0 (einziger Sieg gegen Nigeria)
- Nordirland: Viertelfinale 1958 - 4:0 (zudem ein 4:0 in einem Freundschaftsspiel)
- Paraguay: Vorrunde 1958 - 7:3
- Peru: Vorrunde 2018 - 1:0 (einziger Sieg gegen Peru)
- Saudi-Arabien: Vorrunde 1998 - 4:0 (einziges Spiel gegen Saudi-Arabien)
- Spanien: Achtelfinale 2006 - 3:1 (zudem ein 3:1 in der EM-Qualifikation 1992 und ein 2:0 im EM-Finale 1984)
- Südafrika: Vorrunde 1998 - 3:0
- Togo: Vorrunde 2006 - 2:0 (einziges Spiel gegen Togo)
- Ungarn: Vorrunde 1986 - 3:0 (zudem ein 3:0 in einem Freundschaftsspiel)
- Uruguay: Viertelfinale 2018 - 2:0 (zudem ein 2:0 beim Intercontinental-Cup 1985)

Gegen folgende Länder kassierte die französische Mannschaft ihre höchsten Niederlagen bei WM-Turnieren:
- Brasilien: Halbfinale 1958 - 2:5 (zudem ein 0:3 in einem Freundschaftsspiel)
- Chile: Vorrunde 1930 - 0:1 (zudem ein 1:2 in einem Freundschaftsspiel)
- Mexiko: Vorrunde 2010 - 0:2 (einzige Niederlage gegen Mexiko)
- Senegal: Vorrunde 2002 - 0:1 (einziges Spiel gegen den Senegal)
- Südafrika: Vorrunde 2010 - 1:2 (einzige Niederlage gegen Südafrika)
- Tunesien: Vorrunde 2022 – 0:1 (einzige Niederlage gegen Tunesien)

## Bilanz gegen die anderen Weltmeister bei Weltmeisterschaften
- Italien: 5 Spiele (davon 1× Finale), 1 Sieg, 2 Remis (davon je 1× im Elfmeterschießen gewonnen und verloren), 2 Niederlagen, 5:6 Tore (7:8 i. E.)
- Brasilien: 4 Spiele (davon 1× Finale), 2 Siege, 1 Remis (im Elfmeterschießen gewonnen), 1 Niederlagen, 7:6 Tore (4:3 i. E.)
- Deutschland: 4 Spiele (davon 2× Halbfinale), 1 Sieg, 1 Remis (Niederlage n. E.), 2 Niederlagen, 9:9 Tore (4:5 i. E.)
- Uruguay: 3 Spiele, 2 Remis, 1 Niederlage, 1:2 Tore
- Argentinien: 2 Spiele, 2 Niederlagen, 1:3 Tore
- England: 2 Spiele, 2 Niederlagen, 1:5 Tore
- Spanien: 1 Spiel, 1 Sieg, 3:1 Tore

## Rekorde
(Stand: nach der WM 2018)

### Mannschaft
- Einzige Mannschaft, die in vier Nachbarländern teilnahm: Italien/1934, Schweiz/1954, Spanien/1982 und Deutschland/2006
- Die häufigsten Halbfinalpaarungen (je 2 ×) waren Frankreich gegen Deutschland (1982 und 1986) und Deutschland gegen Italien (1970 und 2006)
- Höchste Siege im Viertelfinale nach der Vorrunde (1954 bis 1970) 1958 Frankreich – Nordirland und 1966 Deutschland – Uruguay jeweils 4:0
- Erstes WM-Elfmeterschießen: 1982 Frankreich – Deutschland 4:5
- Letzter Gastgeber, der Weltmeister wurde: 1998
- Die wenigsten Gegentore als Gastgeber: Frankreich (1998, 2 in 7 Spielen), Italien (1990, 2 in 7 Spielen) und Mexiko (1986, 2 in 5 Spielen)
- Erste Mannschaft die Weltmeister wurde und dabei gegen Mannschaften aus vier Konföderationen spielte: je 1 × AFC und CAF, 2 × CONMEBOL und 3 × UEFA.
- Meiste Siege gegen den Titelverteidiger: 4
- Erster Weltmeister, der Europameister werden konnte: 1998/2000
- Die meisten Tore in einem Spiel um Platz 3: 6 gegen Deutschland 1958
- Die meisten Tore bei 3 Turnieren:
  - 1958: 23 in 6 Spielen
  - 1982: 18 in 7 Spielen
  - 1998: 15 in 7 Spielen
- Frankreich ist zweithäufigster erster WM-Gegner: 6× (Frankreich 1930 für Argentinien und Mexiko, 1934 für Österreich, 1986 für Kanada, 1998 für Südafrika und 2002 für den Senegal) – nur Argentinien war öfter (7×) erster WM-Gegner von Neulingen

### Spieler
- Das erste Weltmeisterschaftstor: Lucien Laurent nach 19 Minuten gegen Mexiko bei der WM 1930.
- Erster Torhüter, der einen Strafstoß halten konnte: Alex Thépot 1930 im Spiel Frankreich – Chile in der 30. Spielminute
- Das erste Golden Goal bei einer WM schoss Laurent Blanc im Achtelfinale bei der WM 1998 gegen Paraguay zum 1:0 für Frankreich.
- Die meisten Spiele ohne Gegentor: Fabien Barthez (1998–2006) und Peter Shilton (England/1982–1990) – je 10
- Die meisten Tore in einem Weltmeisterschaftsturnier:
  - Just Fontaine – 13 Treffer in 6 Begegnungen bei der WM 1958
  - Kylian Mbappé – 8 Treffer in 7 Begegnungen bei der WM 2022
- Drei Franzosen waren WM-Rekordtorschützen:
  - Lucien Laurent – 13. Juli 1930, 19. Minute bis 13. Juli 1930, 87. Minute mit 1 Tor
  - André Maschinot – 13. Juli 1930, 87. Minute bis 17. Juli 1930 mit 2 Toren
  - Just Fontaine – 28. Juni 1958, 78. Minute bis 7. Juli 1974 mit 12 bis 13 Toren
- Ein Franzose erzielte ein WM-Jubiläums-Tor:
  - 1200. Tor: Jean-Pierre Papin – das 1:0 beim 1:0 im Gruppenspiel gegen Kanada am 1. Juni 1986
- Einmal wurde ein Franzose als bester Spieler des Turniers ausgezeichnet: 2006 Zinédine Zidane
- Einmal wurde ein Franzose als bester Torhüter des Turniers ausgezeichnet: 1998 Fabien Barthez
- Zweimal wurden Franzosen als beste junge Spieler des Turniers ausgezeichnet: Paul Pogba (2014) und Kylian Mbappé (2018)
- Meiste WM-Spiele als Torhüter: Hugo Lloris (20)

## Negativrekorde
- Erster Gastgeber, der nicht Weltmeister wurde: 1938
- Die meisten roten Karten: Zinédine Zidane und Rigobert Song (Kamerun) – je zweimal bei insgesamt 3 WM-Teilnahmen.
- Die meisten Gegentore beim Turnier: 1958 – 15 in 6 Spielen
- Einziger Titelverteidiger, der torlos in der Vorrunde ausschied: 2002
- Zusammen mit Italien die Weltmeister, die am häufigsten in der Vorrunde bzw. 1. Runde ausschieden: 7× (nur Schottland, das nie (8×) die Vorrunde überstand, schied öfter in der Vorrunde aus)

## Elfmeterschießen
Frankreich ist das erste Land, das zweimal das Finale im Elfmeterschießen verlor und zudem das erste Land, das überhaupt ein WM-Elfmeterschießen verlor.
| Datum             | Gegner         | Anlass        | Ausgang | Erfolgreiche französische Schützen                                | Französische Fehlschützen                           | Erfolgreiche französische Torhüter | Besonderheiten                                                              |
| ----------------- | -------------- | ------------- | ------- | ----------------------------------------------------------------- | --------------------------------------------------- | ---------------------------------- | --------------------------------------------------------------------------- |
| 8. Juli 1982      | BR Deutschland | Halbfinale    | 4:5     | Alain Giresse, Manuel Amoros, Dominique Rocheteau, Michel Platini | Didier Six, Maxime Bossis                           | Jean-Luc Ettori (1×)               |                                                                             |
| 21. Juni 1986     | Brasilien      | Viertelfinale | 4:3     | Yannick Stopyra, Manuel Amoros, Bruno Bellone, Luis Fernández     | Michel Platini (über das Tor)                       | Joël Bats (1×)                     | Zudem schoss ein Brasilianer an den Pfosten                                 |
| 3. Juli 1998      | Italien        | Viertelfinale | 4:3     | Zinédine Zidane, David Trezeguet, Thierry Henry, Laurent Blanc    | Bixente Lizarazu                                    | Fabien Barthez (1×)                | Zudem schoss ein Italiener an die Latte                                     |
| 9. Juli 2006      | Italien        | Finale        | 3:5     | Sylvain Wiltord, Éric Abidal, Willy Sagnol                        | David Trezeguet (an die Latte)                      |                                    | Der 5. Franzose trat nicht mehr an, da schon 5 Italiener getroffen hatten   |
| 18. Dezember 2022 | Argentinien    | Finale        | 2:4     | Kylian Mbappé, Randal Kolo Muani                                  | Kingsley Coman, Aurélien Tchouaméni (neben das Tor) |                                    | Der 5. Franzose trat nicht mehr an, da schon 4 Argentinier getroffen hatten |